# Melanotrichia drupada
Melanotrichia drupada är en nattsländeart som beskrevs av Schmid 1982. Melanotrichia drupada ingår i släktet Melanotrichia och familjen Xiphocentronidae. Inga underarter finns listade i Catalogue of Life.